# Llop de Terranova
El llop de Terranova (Canis lupus beothucus) és una subespècie extinta del llop (Canis lupus).

## Descripció
- Feia fins a 168 cm de llargària des del nas fins a la cua i pesava al voltant de 45 kg.
- Era de color blanc amb una banda negra al llarg de l'esquena.[2]

## Alimentació
Menjava principalment caribús, tot i que també s'alimentava de castors, ratolins i d'altres rosegadors.

## Distribució geogràfica
Es trobava a Terranova (el Canadà).

## Extinció
Tot i que la caça, les trampes i d'altres mètodes foren emprats contra aquest llop, hom creu que la veritable raó que el portà a l'extinció fou quan, a principis del segle xx, la població de caribús de Terranova va minvar dràsticament de 120.000 a 5.000–6.000. Encara que el darrer exemplar de llop a l'illa va morir d'un tret el 1911, no fou fins al 1930 que es va declarar oficialment extingit.